# Comissia venustus
Comissia venustus is een haarster uit de familie Comatulidae.
De wetenschappelijke naam van de soort werd in 1909 gepubliceerd door Austin Hobart Clark.